# Lev ha-Mifrac
Lev ha-Mifrac (hebrejsky: לב המפרץ, doslova Střed zálivu) je část města Haifa v Izraeli. Tvoří podčást 2. městské čtvrti Mifrac Chejfa.
Jde o územní jednotku vytvořenou pro administrativní, demografické a statistické účely. Zahrnuje část čtvrti Mifrac Chejfa v okolí železniční stanice Lev ha-Mifrac a souvisejících komerčních a průmyslových areálů, nedaleko pobřeží Haifského zálivu.
Populace je židovská, bez arabského prvku. Rozkládá se na ploše 4,95 kilometru čtverečního. Není zde uváděno trvalé obyvatelstvo.